# Tschechische Badminton-Mannschaftsmeisterschaft 2011
Die Tschechische Badminton-Mannschaftsmeisterschaft der Saison 2010/2011 gewann das Team von Sokol Veselý Brno Jehnice A.

## Vorrunde
| Platz | Team                         | Punkte | Spiele | G | U | V | Spielpunkte |   |    | Sätze |   |    | Bälle |   |      |
| ----- | ---------------------------- | ------ | ------ | - | - | - | ----------- | - | -- | ----- | - | -- | ----- | - | ---- |
| 1     | Sokol Veselý Brno Jehnice A  | 21     | 7      | 7 | 0 | 0 | 43          | - | 13 | 90    | - | 37 | 2475  | - | 1922 |
| 2     | BK 73 Deltacar Benátky       | 19     | 7      | 6 | 0 | 1 | 44          | - | 12 | 93    | - | 32 | 2471  | - | 1957 |
| 3     | Sokol Dobruška               | 15     | 7      | 3 | 2 | 2 | 29          | - | 27 | 63    | - | 60 | 1961  | - | 2192 |
| 4     | Sokol Radotín Meteor Praha A | 14     | 7      | 3 | 1 | 3 | 30          | - | 26 | 68    | - | 70 | 2497  | - | 2465 |
| 5     | Sokol Radotín Meteor Praha B | 13     | 7      | 3 | 0 | 4 | 21          | - | 35 | 56    | - | 82 | 2374  | - | 2619 |
| 6     | TJ Astra ZM Praha            | 11     | 7      | 1 | 2 | 4 | 21          | - | 35 | 59    | - | 76 | 2412  | - | 2495 |
| 7     | TJ Slavia TU Liberec         | 10     | 7      | 1 | 1 | 5 | 19          | - | 37 | 48    | - | 83 | 2171  | - | 2506 |
| 8     | Sokol Veselý Brno Jehnice B  | 9      | 7      | 1 | 0 | 6 | 17          | - | 39 | 48    | - | 85 | 2313  | - | 2518 |

## Viertelfinale
- Sokol Radotín Meteor Praha A - Sokol Radotín Meteor Praha B: 5:3
- Sokol Dobruška - TJ Astra ZM Praha: 6:2

## Halbfinale
- Sokol Veselý Brno Jehnice - Sokol Radotín Meteor Praha A: 6:2
- BK 73 Deltacar Benátky - Sokol Dobruška: 5:2

## Finale
- Sokol Veselý Brno Jehnice - BK 73 Deltacar Benátky: 6:5